# Kornweihe

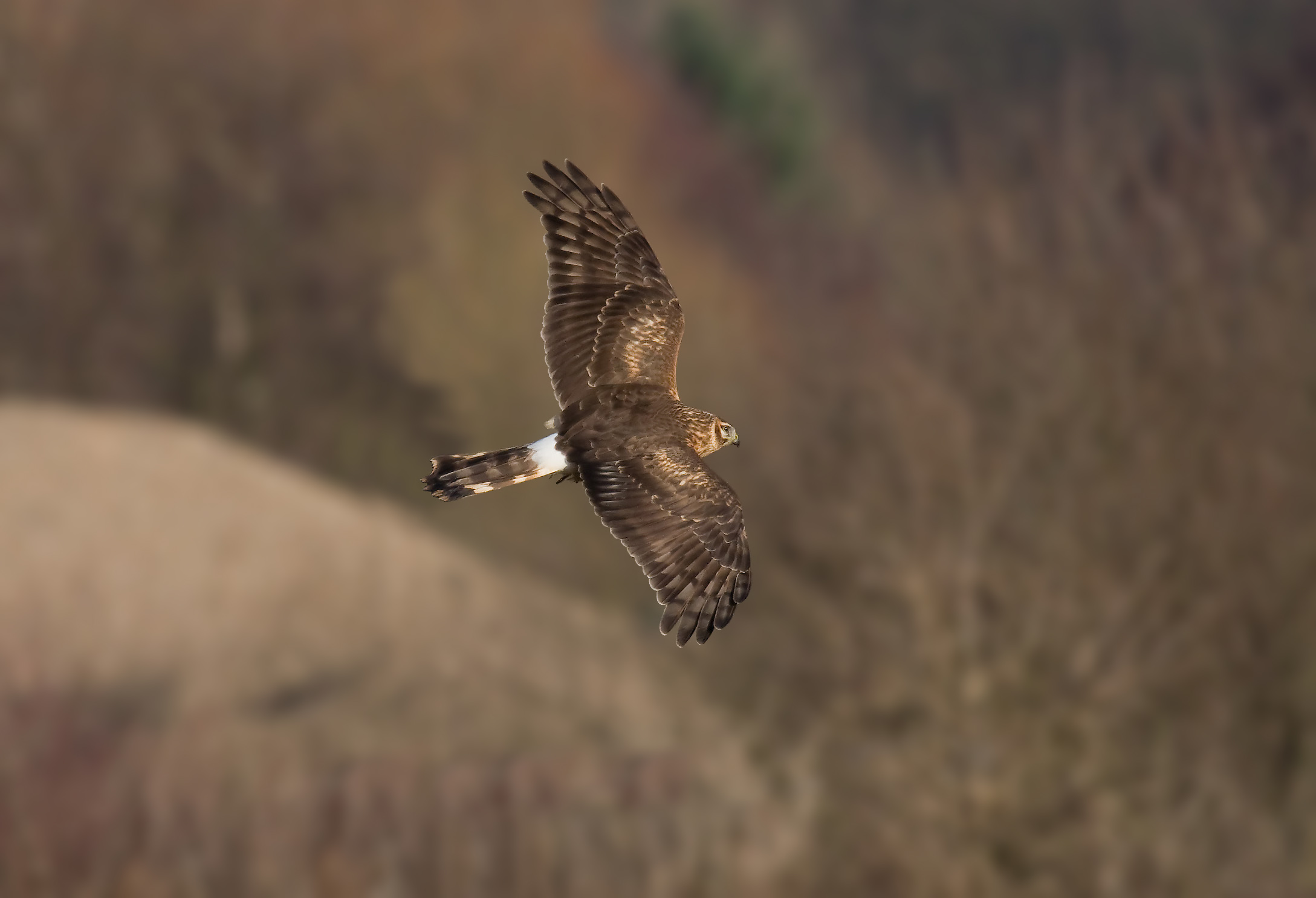
Kornweihe im Jugendkleid

Die Kornweihe (Circus cyaneus) ist ein Greifvogel aus der Familie der Habichtartigen (Accipitridae). Das Verbreitungsgebiet erstreckt sich über weite Teile der nördlichen Paläarktis. Die Art bewohnt großflächig offene, mäßig feuchte bis trockene Habitate wie die offene Taiga, Moore, Heiden, Verlandungszonen und Steppen, regional auch junge Nadelholzaufforstungen und landwirtschaftlich genutzte Flächen.
Kornweihen sind je nach geografischer Verbreitung Standvögel bis Langstreckenzieher, sie überwintern in Mittel- und Südeuropa, im Nahen und Mittleren Osten sowie im südlichen Ostasien. Im mitteleuropäischen Binnenland ist die Art durch Lebensraumzerstörung weitgehend ausgestorben, die Rote Liste der Brutvögel Deutschlands von 2020 stuft sie in die Kategorie 1 als vom Aussterben bedroht ein. Weltweit ist die Art jedoch ungefährdet.

## Beschreibung

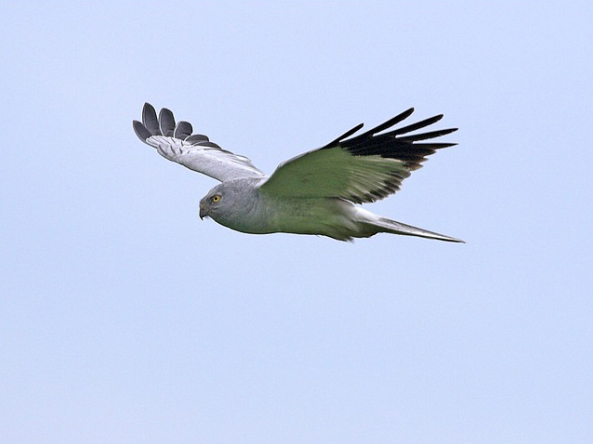
Männliche Kornweihe

Kornweihen sind mittelgroße, aber relativ schlanke und leichte Greifvögel. Im Flug sind die Flügel an der Basis recht breit, die Flügelspitze wird von vier Handschwingenspitzen gebildet und ist daher recht rund. Die Körperlänge beträgt 42–55 cm, die Flügelspannweite 97–118 cm. Der Vogel ist damit etwa so groß wie ein Mäusebussard. Wie viele Arten der Gattung Circus zeigt auch die Kornweihe einen starken Geschlechtsdimorphismus bezüglich Größe und Färbung. Adulte Männchen aus Europa wiegen 300–400 g und sind damit nicht schwerer als der Wanderfalke (Falco peregrinus). Sie haben eine Flügellänge von 330–362 mm, im Mittel 340,5 mm. Die deutlich größeren und schwereren Weibchen erreichen ein Gewicht von 370–708 g und eine Flügellänge von 338–402 mm, im Mittel 373 mm. Die Kornweihe kennzeichnet sich im Flug vor allem durch den seeschwalbenartigen Gaukelflug dicht über einem Feld. Auffällig ist vor allem auch der weiße Bürzel, den sowohl adulte wie auch juvenile Vögel aufweisen ("Weißbürzelweihen"). Der Flug kann neben Ähnlichkeiten mit den Seeschwalben auch Elemente enthalten, die an den Kiebitz, den Mäusebussard oder den Turmfalken erinnern lassen. Beim Suchflug über dem Feld zeigt die Kornweihe ein auffälliges schnelles Flattern, oft unterbrochen durch bussardartiges Segeln.
Bei adulten Männchen sind Kopf und Hals, Oberseite des Rumpfes, die Oberflügeldecken, die Oberseite der Armschwingen und der inneren Handschwingen sowie die Schwanzoberseite einfarbig blau-grau, der Bürzel ist weiß. Die mittleren und äußeren Handschwingen sind ober- wie unterseits scharf abgesetzt einfarbig schwarz. Die gesamte übrige Unterseite ist bis auf die dunkelgraue Endbinde der Arm- und der inneren Handschwingen einfarbig weiß. Der blaugraue Hals ist von der weißen Unterseite scharf abgesetzt.
Adulte Weibchen sind auf Oberkopf, Hinterhals, Rücken und Oberflügeldecken einfarbig mittelbraun, die kleinen Armdecken sind in der Flügelmitte etwas aufgehellt. Die Schwingen sind oberseits auf graubräunlichem Grund schwärzlich gebändert und zeigen auch eine schwärzliche Spitze. Der Bürzel ist deutlich kontrastierend weiß. Die Steuerfedern sind auf hellbraunem Grund schwarz gebändert und zeigen eine breite schwarze Endbinde. Die Unterseite ist insgesamt heller. Hals, Rumpf und die Unterflügeldecken sind auf gelblich weißem Grund kräftig braun gestrichelt, die Strichelung wird zum Unterbauch hin schwächer. Die Unterseiten von Schwingen und Steuerfedern sind auf hellgrauem Grund breit dunkelbraun bis schwarz gebändert und zeigen eine breite dunkle Endbinde. Der Kopf zeigt einen schmalen dunklen Augenstreif, der ober- und unterhalb des Auges eher undeutlich und schmal weißlich eingefasst ist. Ein Gesichtsschleier ist ausgeprägt und zum Hals hin deutlich schmal weißlich begrenzt. Das breite Wangenband ist wie die übrige Oberseite mittelbraun und farblich kaum kontrastierend.
Vögel im Jugendkleid sind oberseits ähnlich wie adulte Weibchen gefärbt, jedoch mehr dunkelbraun. Bei ihnen sind die Armschwingen fast einfarbig dunkel graubraun. Außerdem sind die großen Oberflügeldecken hell gerandet. Die Kehle, die gesamte Rumpfunterseite einschließlich der Beinbefiederung und der Unterschwanzdecken sowie die Unterflügeldecken sind mehr beigebraun, die Strichelung des Rumpfes ist weitgehend auf Brust und Oberbauch beschränkt. Die dunkleren Armschwingen bilden unterseits einen deutlichen Kontrast zu den helleren Handschwingen.
Das erste Dunenkleid ist weiß, das zweite ist oberseits hellroströtlich oder blassbeige, an den Flanken heller und auf der Unterseite weiß. Die Schnabelkante, die Beine sowie die Wachshaut und die Krallen sind beim Schlupf rosa. Der Schnabel ist schwarz. Bei heranwachsenden Dunenküken färben sich die Wachshaut und die Beine allmählich gelb, die Krallen schwarz.
Die Iris ist bei adulten Vögeln beider Geschlechter gelb. Ältere Nestlinge haben eine dunkle Iris, die bei Männchen noch vor dem Ausfliegen zu Grau umfärbt und bis zum Herbst zu Gelb. Weibchen haben beim Ausfliegen eine dunkelbraune Iris; diese Farbe wird bis zum 2. oder 3. Kalenderjahr beibehalten. Etwa bis zum 4. oder 5. Kalenderjahr wird die Iris bernsteinfarben und ist erst etwa ab dem 7. Kalenderjahr leuchtend gelb. Wachshaut und Beine sind in allen Kleidern gelb, der Schnabel und die Krallen schwarz.

## Lautäußerungen
Die Balzrufe des Männchens bestehen aus schnell gereihten, abgehackten Rufen, die mit „tschuk-uk-uk-uk-uk“ oder „tschukukerr-kerruk-tschuckerukeruk“ wiedergegeben werden können. Bei Bedrohung am Nest äußern Weibchen schnelle, zwitschernde, etwa wie „tschit-it-it-it-et-it-et-it-et…“ klingende Rufe, die Alarmrufe der Männchen sind etwas tiefer wie „tschek-ek-ek-ek“ oder „kekekeke…“. Der von Jungvögeln beim Betteln ständig genutzte Ruf ist ein dünnes „psieh-psieh…“; ähnlich, etwa wie „psiih-e“ oder „bijuh“, klingt auch der Bettelruf der Weibchen.

## Verbreitung und Lebensraum

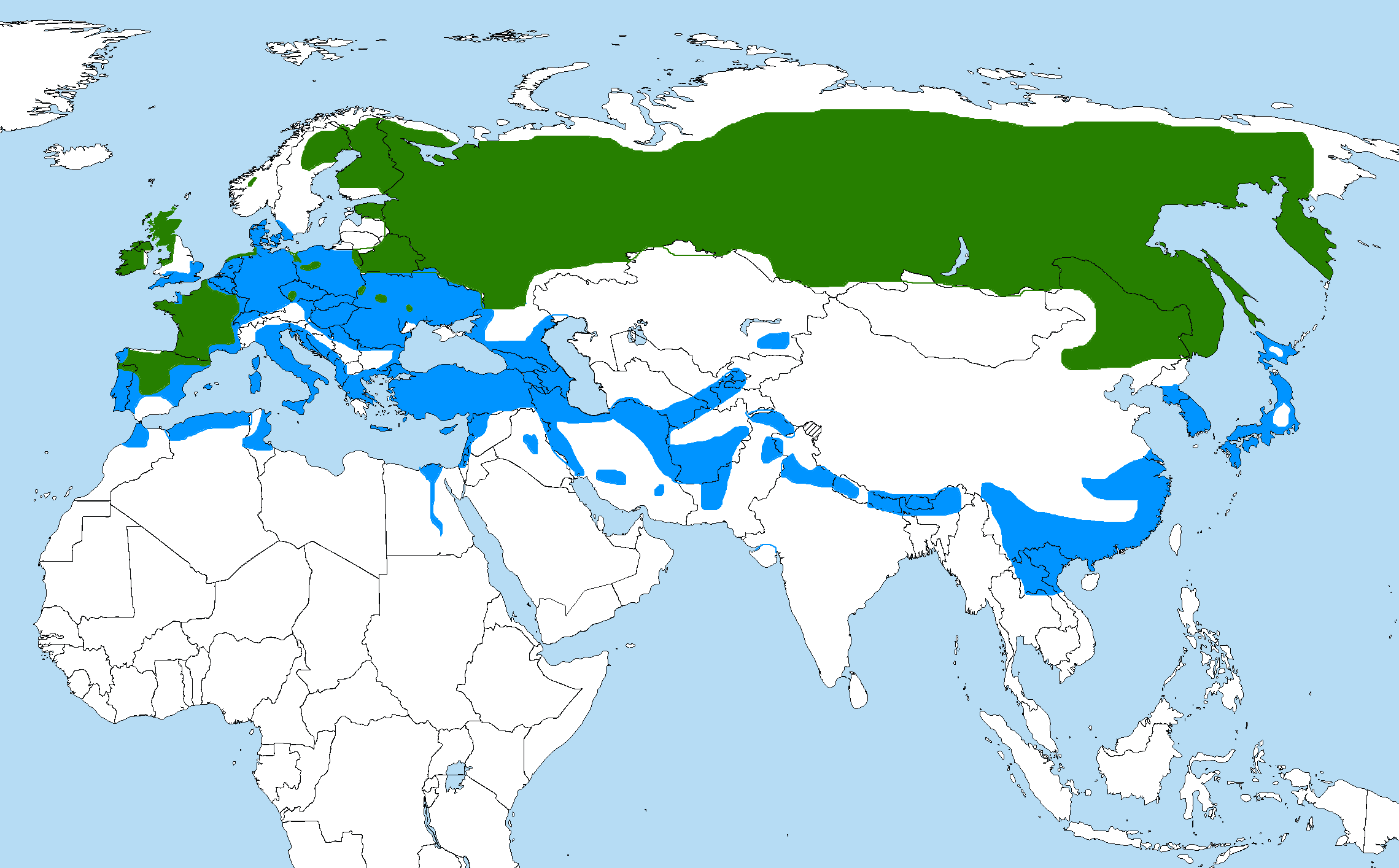
Verbreitung der Kornweihe
(grün = Brutgebiet, blau = Vorkommen nur im Winter)

Das Verbreitungsgebiet der Kornweihe umfasst weite Teile der nördlichen Paläarktis. Es erstreckt sich in West-Ost-Richtung von Irland und Nordwestspanien bis Kamtschatka, in Nord-Süd-Richtung im westlichen Europa etwa vom Polarkreis bis Nordwestspanien, weiter östlich nach Süden bis in das südliche Polen, in die südliche Ukraine, in den Norden Kasachstans und der Mongolei und Nordostchina. In Mitteleuropa war die Verbreitung wohl schon immer weitgehend auf das mitteleuropäische Tiefland zwischen Belgien und Polen beschränkt. Vorkommen südlich der Mittelgebirge gab und gibt es in Deutschland nur vereinzelt und in Österreich ausnahmsweise jeweils in mäusereichen Jahren; in der Schweiz fehlt die Kornweihe als Brutvogel.
Die Art bewohnt großflächig offene, feuchte bis trockene Habitate wie die offene Taiga, Moore, Heiden, Verlandungszonen und Steppen, regional auch junge Nadelholzaufforstungen und vor allem in Südwesteuropa auch Getreideäcker. Die Bruthabitate können auch regional stark variieren. Zum Beispiel lagen in einem niederländischen Moorgebiet 23 von 38 Brutplätzen in etwa zur Hälfte bereits bewaldeten Verlandungszonen, weitere 11 auf kleinen Lichtungen im bereits geschlossenen Feucht- oder Nasswald und nur 4 in offeneren Habitaten, die von Schilf, Blauem Pfeifengras und Rubus-Gebüsch geprägt waren. Im Binnenland Niedersachsens wurden zwischen 1976 und 1985 27 Brutplätze bekannt, von diesen befanden sich 6 in Niedermooren, Sümpfen oder feuchtem Grünland, 17 in Hoch- oder Übergangsmooren, einer in einer Calluna-Heide und 3 in Wintergetreide. Auf den Inseln vor der Nordseeküste Niedersachsens und Schleswig-Holsteins brüten Kornweihen heute überwiegend in nassen Dünentälern mit vereinzelten Röhrichten, Kriech-Weiden und lückigem Aufwuchs von Birken.

## Systematik
Für die Paläarktis werden keine Unterarten anerkannt. Die einzigen Weihen Nordamerikas wurden früher als Unterart der Kornweihe betrachtet, werden heute aber als eigene Art Circus hudsonicus (Hudsonweihe) abgetrennt. Nach molekulargenetischen Untersuchungen sind Korn- und Hudsonweihe eindeutig verschiedene Arten.
Das Artepitheton „cyaneus“ stammt aus dem Altgriechischen und bedeutet stahlblau. Es bezieht sich auf die Farbe des Männchens.

## Jagdweise und Ernährung
Wie andere Weihen jagen Kornweihen über offenem Gelände überwiegend im niedrigen, hin und her schwenkenden, gaukelnden Suchflug mit leicht nach oben gehaltenen Flügeln (Flugweise genauer beschrieben unter der Rubrik "Beschreibung"). Die Beute wird dabei am Boden aus kurzer Distanz überrascht und gegriffen. Seltener jagt die Art auch vom Ansitz aus und vor allem bei der Jagd auf Vögel auch mit direkten Anflügen. Die Nahrung besteht fast ausschließlich aus Säugetieren bis zur Größe junger Hasen und Kaninchen und Vögeln etwa bis zur Größe eines Alpenschneehuhns. Andere kleine Wirbeltiere wie Eidechsen, Schlangen oder Fische wurden in Europa ebenso wie Insekten nur selten als Beute nachgewiesen. Hauptnahrung sind im Sommer wie im Winterquartier meist Wühlmäuse und, vor allem wenn diese selten sind, kleine Singvögel.

## Fortpflanzung und Alter
Die Art brütet meist einzeln, bei hoher Dichte und gutem Nahrungsangebot kommt es jedoch zur Bildung lockerer Kolonien. Mehrfach wurde auch beobachtet, dass sich einzelne Paare in der Nähe gruppenweise brütender Wiesenweihen etablierten. Kornweihen führen meist eine monogame Saisonehe. In erster Linie ältere und erfahrene Männchen sind jedoch vor allem bei höherer Siedlungsdichte häufig bi- oder polygyn, also mit zwei oder mehr Weibchen verpaart. Maximal wurden sieben Weibchen bei einem Männchen nachgewiesen.
Die Balz besteht in erster Linie aus spektakulären Schauflügen des Männchens, selten von beiden Partnern. Das Männchen zeigt Wellenflüge in großer Höhe, Loopings, Sturzflüge mit schraubigen Drehungen und plötzliche Wendungen; dabei ruft es häufig. Diese Balzflüge werden vom Weibchen meist in niedrigerer Höhe begleitet oder sitzend verfolgt. Zur Balz gehören außerdem Scheinangriffe des Männchens auf das Weibchen, zu deren Abwehr sich das Weibchen auf den Rücken wirft, sowie gemeinsames Gleiten und Kreisen. Häufig hat das Männchen bei diesen Balzflügen Beute dabei, die es im Anschluss an das Weibchen übergibt, worauf dann die Paarung folgt.
Die Art ist wie die meisten Weihen Bodenbrüter. Das Nest steht meist direkt auf dem Boden auf trockenem bis sumpfigem Untergrund in dichter Vegetation. Auffallend ist bei der Art das oftmals ausgeprägte Festhalten an einem bestimmten Brutplatz.

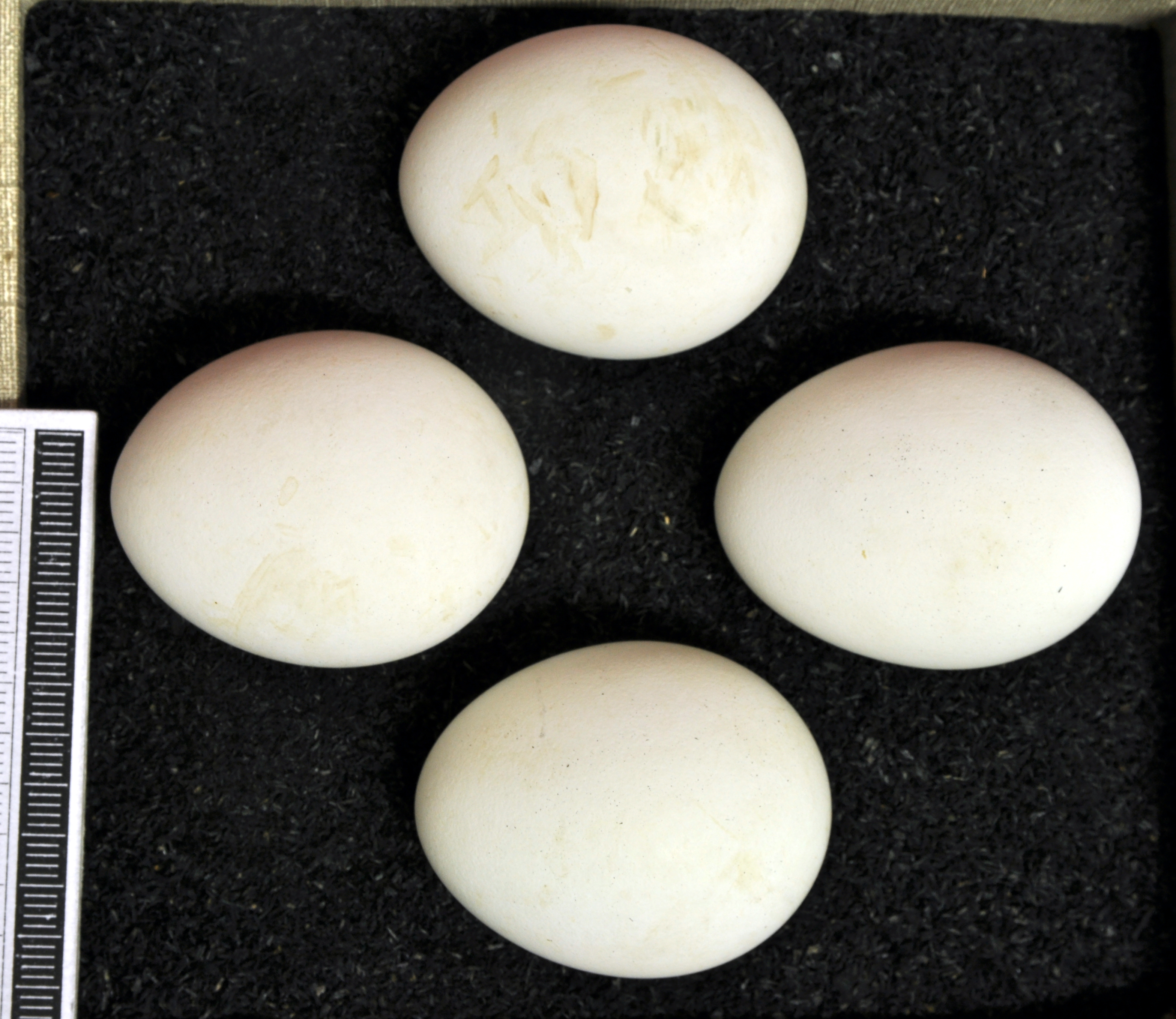
Gelege, Sammlung Museum Wiesbaden

Das auf trockenem Untergrund oft nur 5 cm hohe, auf nassem Untergrund aber bis 30 cm hohe Nest wird außen aus Zweigen, nach innen aus feinerem Pflanzenmaterial wie trockenem Gras, Schilf, Heidekraut oder dünnen Ästchen gebaut. Der Außendurchmesser beträgt meist 40–45 cm, maximal bis 65 cm. Der Legebeginn variiert je nach geografischer Verbreitung, erfolgt in Europa aber recht einheitlich frühestens Mitte April, im Mittel meist Anfang Mai bis Anfang Juni, spätestens Ende Juni bis Anfang Juli. Das Gelege besteht aus 2–7, meist 4–6 Eiern. Die Eier sind meist reinweiß, nur gelegentlich rotbraun gefleckt. Eier aus Deutschland maßen im Mittel 45,3 × 35,5 mm, von den Orkney-Inseln im Mittel 46,3 × 34,6 mm. Die Brutdauer beträgt 29–30 Tage, die Nestlingszeit 31–42 Tage.
Die Bebrütung der Eier sowie die Fütterung und Bewachung der Nestlinge erfolgt bis etwa 3 Wochen nach deren Schlupf fast ausschließlich durch das Weibchen, das in dieser Zeit vom Männchen mit Nahrung versorgt wird. Danach beginnt das Weibchen wieder zu jagen. Mit 20 Tagen können die Nestlinge bereits selbständig unzerteilte Beute fressen, werden aber auch im Alter von 28 Tagen noch gelegentlich vom Weibchen gefüttert. Nach dem Ausfliegen werden die Jungvögel noch zwei bis drei Wochen lang von den Eltern mit Nahrung versorgt. Kornweihen verteidigen Gelege und Jungvögel ausgesprochen vehement, häufig greifen insbesondere die Weibchen auch Menschen in Nestnähe heftig an und schlagen mit den Krallen blutende Wunden.
Das durch Beringung nachgewiesene Maximalalter beträgt 16 Jahre und 5 Monate, eine Reihe weiterer Vögel wurde 12 bis 14 Jahre alt.

## Revierverhalten

### Winterquartier
Im Winterquartier verhalten sich Kornweihen gegenüber anderen Vogelarten sehr aggressiv. Sie greifen mitunter sogar Turmfalken und Mäusebussarde an und schrecken auch vor Rabenkrähen nicht zurück. Eine ähnlich wehrhafte Verhaltensweise konnte auch schon bei Milanen nachgewiesen werden.

## Wanderungen
Kornweihen sind je nach geografischer Verbreitung Standvögel bis Langstreckenzieher, sie überwintern in Mittel- und Südeuropa, in Nordafrika, im Nahen und Mittleren Osten sowie im südlichen Ostasien. Der Abzug aus den Brutgebieten erfolgt ab August, der Wegzug erreicht in Mitteleuropa meist im Oktober seinen Höhepunkt und läuft im November aus. In Mitteleuropa kann es im Januar und Februar noch zu Winterfluchten kommen. Der Heimzug setzt hier Ende Februar ein und endet im April oder Anfang Mai, die Brutreviere werden in Mittel- und Westeuropa ab Ende März besetzt.

## Bestand und Gefährdung
Der Weltbestand wurde 2001 auf etwa 70.000 Brutpaare geschätzt, der Bestand der westlichen Paläarktis um das Jahr 2000 auf etwa 45.900 Paare. Der Großteil davon lebt in Russland mit allein 20.000–40.000 Paaren. Weitere große Bestände haben in Europa Frankreich mit 9700, Finnland mit 1500–3500 und Spanien mit 800–860 Paaren. Der Weltbestand gilt laut IUCN als ungefährdet.
In Europa gab es etwa ab Ende des 19. Jahrhunderts infolge der weitgehenden Zerstörung der ursprünglichen Lebensräume durch Trockenlegung und intensive landwirtschaftliche Nutzung der Niederungen, Moore und Heiden und durch die allgemeine Nutzungsintensivierung der offenen Landschaft drastische Bestandseinbrüche. Während sich die Bestände in West- und Südwesteuropa vor allem nach 1990 stabilisiert und in Großbritannien, Frankreich und Spanien auch deutlich zugenommen haben, ist die Kornweihe im mitteleuropäischen Binnenland heute weitgehend ausgestorben. In den Niederlanden und Deutschland konnten sich ab Mitte des 20. Jahrhunderts kleine Populationen auf den Nordseeinseln etablieren und nur dort auch halten, in Polen sind noch kleine Bestände in den Flussniederungen vorhanden.

### Bestandsentwicklung in den Niederlanden
In den Niederlanden wurden die binnenländischen Bruthabitate ab etwa 1940 zunehmend zerstört, gleichzeitig wurden ab 1940 jedoch die Nordseeinseln besiedelt. Durch Eindeichungen kam es zwischen 1960 und 1990 zu kurzzeitigen Bestandszunahmen im Bereich der Polder, nach 1990 brüteten jedoch jeweils über 90 % des jährlichen Bestandes auf den niederländischen Nordseeinseln. Die Gründe für die erfolgreiche Besiedlung der Inseln sind unklar. Der Bestand nahm dort vor allem in den 1960er und 1970er Jahren stark zu, ging jedoch ab Mitte der 1990er Jahre auf 95–100 Paare in den Jahren 1998 und 1999 zurück. Die Reproduktion und die Überlebensrate der Vögel im ersten Lebensjahr verringerte sich in den 90er Jahren deutlich, heute wird die Population daher ohne Zuwanderung von außen als nicht mehr überlebensfähig eingeschätzt.

### Bestandsentwicklung in Deutschland
In Niedersachsen war die Kornweihe um 1900 ein weit verbreiteter, wenn auch nicht häufiger Brutvogel. Bis Anfang der 1980er Jahre waren die bekannten Brutplätze im Binnenland durch industriellen Torfabbau, Entwässerung und Aufforstungen weitgehend zerstört. In den Jahren 1981–1985 brüteten nur noch wenige Paare im Binnenland, 1995 gab es dort nur noch einen Brutplatz. Die friesischen Inseln vor der Küste Niedersachsens wurden ab 1952 besiedelt. Diese Besiedlung wird in Niedersachsen vor allem auf Landgewinnungsmaßnahmen zurückgeführt, durch die sich auf den Inseln ganzjährig Wühlmaus- und Kaninchenpopulationen etablieren konnten. In den Jahren 1981–1985 brüteten bereits jährlich etwa 10–20 Paare auf den Inseln, im Jahr 2004 45–50 Paare.
In Schleswig-Holstein war die Kornweihe bis Ende der 1980er Jahre unregelmäßiger und vereinzelter Brutvogel mit maximal 5 Paaren vor allem im Osten des Bundeslandes. Ab 1989 konnte sich die Art als regelmäßiger Brutvogel etablieren und der Bestand nahm sehr langsam zu. Im Jahr 1999 waren es 6 Brutpaare, von denen 4 auf Sylt und 2 im Speicherkoog Dithmarschen an der Westküste des Landes brüteten.
In Teilen Brandenburgs war die Art um 1900 noch häufiger als die Rohrweihe. In den Jahren 1969 und 1970 wurde noch ein Restbestand von 45–50 Paaren ermittelt, der fast ausschließlich in den Verlandungszonen größerer Seen brütete. Durch die fast vollständige Zerstörung der Niedermoore in der Umgebung der Bruthabitate nach 1965 starb die Kornweihe aus, die letzte Brut wurde 1993 nachgewiesen.
In den Jahren 2011–2016 waren im gesamten Bundesgebiet 8 bis 9 Brutpaare belegt. Der Bestand hat in den letzten 36 Jahren stark abgenommen. In der Roten Liste Deutschlands wird die Kornweihe daher als vom Aussterben bedroht (Kategorie 1) eingestuft.

### Bestandsentwicklung in Polen
In der polnischen Tiefebene war die Art ebenso wie in Brandenburg im 19. Jahrhundert noch häufiger als die Rohrweihe. Ab Mitte des 19. Jahrhunderts ging der Bestand auch hier drastisch zurück. Im Jahr 2003 waren noch kleine Restbestände in den Niederungen von Oder und Warthe im Westen sowie an der Biebrza im Osten des Landes vorhanden, der Gesamtbestand Polens wurde 2003 bei großer Unsicherheit auf noch etwa 30–40 Paare geschätzt.

## Trivia
Der Asteroid des inneren Hauptgürtels (8757) Cyaneus ist nach der Kornweihe benannt (wissenschaftlicher Name: Circus cyaneus). Zum Zeitpunkt der Benennung des Asteroiden am 2. Februar 1999 befand sich die Kornweihe auf der niederländischen Roten Liste gefährdeter Arten.